# 26. poprawka do Konstytucji Stanów Zjednoczonych
26. poprawka do Konstytucji Stanów Zjednoczonych przyznawała prawa wyborcze obywatelom, którzy skończyli 18. rok życia. Poprawka weszła w życie 1 lipca 1971 roku.

## Treść
Section 1. The right of citizens of the United States, who are eighteen years of age or older, to vote shall not be denied or abridged by the United States or by any State on account of age.
Section 2. The Congress shall have the power to enforce this article by appropriate legislation.

co można przetłumaczyć jako:

Dział 1. Stany Zjednoczone ani jakikolwiek Stan nie mogą ze względu na wiek pozbawić lub ograniczyć praw wyborczych obywateli Stanów Zjednoczonych, którzy ukończyli osiemnaście lub więcej lat.
Dział 2. Kongres będzie uprawniony do wprowadzenia w życie niniejszego artykułu drogą specjalnego ustawodawstwa.